# Флоровский монастырь
Вознесенский Флоровский монастырь (укр. Свято-Вознесенський Флорівський монастир) — женский монастырь на Подоле в Киеве, основанный, предположительно, в начале XVI века. Старейший из действующих киевских женских монастырей.

## История монастыря
Из грамоты короля Сигизмунда II Августа, данной 17 мая 1566 года киевскому воеводе, князю Острожскому, известно, что «Киевский девичий Флоровский монастырь на Подоле предоставляется со всем тем, что он имел, в потомственное владение или заведование киевскому протопопу Иакову Гулькевичу (возобновившему этот монастырь) с правом совершения в нём богослужений ему самому, его детям и потомкам, какие годны быть священниками».
В официальной росписи Киева, составленной в 1682 году, упоминается женский монастырь на Подоле с двумя деревянными церквями, — одна во имя святого мученика Флора, а другая во имя святого мученика Лавра.
Вскоре после передачи монастыря в ведение киевскому протопопу Иакову Гулькевичу церковь и прочие монастырские постройки обветшали и были обновлены при митрополите Петре Могиле. Финансовое положение Флоровского монастыря оставалось бедственным вплоть до XVIII века. В 1712 году царь Пётр I закрыл женский Вознесенский монастырь, стоявший на Печерской горе, так как место потребовалось под постройку арсенала. Насельницы Вознесенского монастыря были переведены на Подол, во Флоровский монастырь. Флоровскому монастырю перешло и все многочисленные имения закрытого Вознесенского монастыря. Вскоре после присоединения на территории Флоровского монастыря началось строительство новой, каменной церкви во имя Вознесения Господня, которая была освящена 2 мая 1732 года митрополитом Рафаилом. После этого монастырь стал называться Свято-Вознесенским Флоровским.
В 1760-е годы наместницей монастыря была Анастасия Васильевна Чишинич-Власенко (урожд. Тихонович), в монашестве Александра - теща архитектора Ивана Григорьевича Григоровича-Барского.

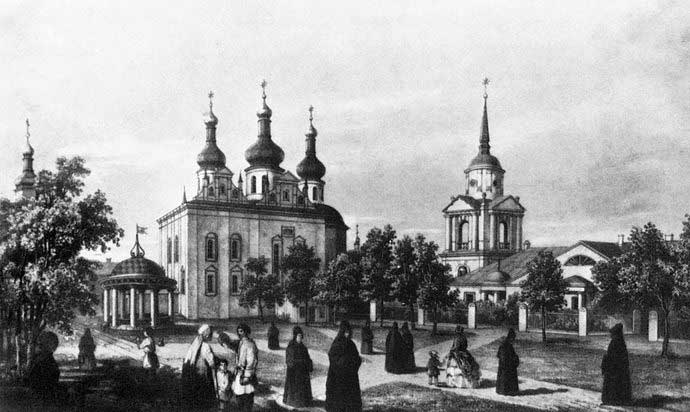
Вид Флоровского монастыря. 2-я половина XIX века. Литография Василия Барвитова

До 1811 года, кроме каменной церкви Вознесения Господня, все остальные постройки монастыря были деревянными и сгорели в пожаре 1811 года, уничтожившим весь Подол. Во время пожара монахини переносили в каменный храм своё имущество, пытаясь спасти от пожара, при этом 40 инокинь задохнулись от дыма.
На возобновление монастыря в 1812 году, по повелению императора Александра I, было отпущено из казны 133 013 рубля ассигнациями. На эти деньги было возведено множество построек для жительства монахинь, а с 1818 года началось строительство каменных построек.
Весь XVIII и XIX века монастырь активно расширялся и застраивался, и к началу XX века почти вся доступная ровная площадь, занимаемая монастырём, оказалась застроена каменными постройками, а весь восточный склон Замковой горы — деревянными постройками.
Кроме сохранившегося после пожара 1811 года Вознесенского храма, к 1917 году в монастыре было ещё четыре — церковь во имя Воскресения Господа, тёплый Трапезный храм во имя святого Николая и надстроенный над ним холодный храм во имя иконы Тихвинской иконы Богоматери, храм во имя иконы Казанской Богоматери и кладбищенская церковь на вершине Замковой горы во имя святой Троицы. Кроме того, с конца XIX века, на территории монастыря существовали богадельня (к 1918 году в ней на полном монастырском обеспечении находились 100 человек) и больница (на 10 коек). Всех зданий каменных и деревянных к 1918 году было 38.
В 1929 году монастырь был закрыт. В 1934 году был разрушен храм Святой Троицы на монастырском кладбище. Монастырь возродился в 1941 году, когда в Киев вошли немцы и с тех пор больше не закрывался, хотя и продолжал подвергаться советскими властями различным притеснениям. В 1960 году Казанский храм был перестроен под пошивочный цех, в Воскресенском и Трапезном храмах расположилась мастерская объединения «Укрреставрация». У монастыря были отобраны многие келейные корпуса, в части их разместился протезный завод. В 1962 году монахинь выписали из монастыря.
Во время археологических раскопок 2005-2009 гг. на экс-территории монастыря на территории Художественного арсенала обнаружилось старинное кладбище; останки с него перезахоронили во Флоровском монастыре.

## Современное состояние монастыря
Флоровский монастырь выжил. Все храмы (кроме разрушенного Свято-Троицкого) возвращены монастырю. Хотя протезный завод так и не покинул территории монастыря, но Казанский собор освобождён от пошивочного производства. Сейчас его восстанавливают. Все богослужения проходят в Вознесенском соборе. Как и в былые времена, Флоровский монастырь является своекоштным (необщежительным).
Сохранился действующий источник воды.

## Знаменитые инокини

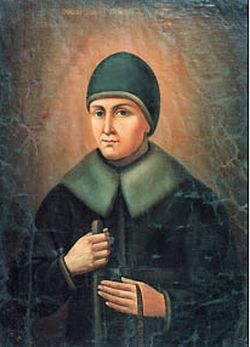
Преподобная Александра (Мельгунова)

Преподобная Александра Дивеевская приняла постриг в монастыре. Но вскоре покинула его, чтобы основать на севере России Дивеевскую монашескую общину.
Схимонахиня Нектария, в миру княгиня Наталия Борисовна Долгорукова, дочь знаменитого фельдмаршала и друга императора Петра I, графа Бориса Петровича Шереметьева, супруга князя Ивана Алексеевича Долгорукова, казнённого в царствование Анны Иоановны. Русский историк Н. М. Карамзин записал об этой схимнице следующее: «В правление епархиею Киевской митрополита Арсения Могилянского, старица Киево-Флоровского монастыря княгиня Нектария (Наталия Борисовна Долгорукова, бывшая супруга знаменитого несчастливца, казнённого в царствование Анны Иоановны), получив благословение сего пастыря, возобновила древние остатки Десятинной церкви („История государства Российского Н. М. Карамзина“. Примечание 488-е)».
Схимомонахиня Нектария была погребена под сводами Великой Лаврской Успенской церкви.
Игумения Парфёния,
в миру Аполинария Александровна Адабаш, происходившая из знатного молдавского рода. Отец игумении Парфёнии А. А. Адабаш служил в чине бригадира в русской армии и за заслуги от императрицы Елизаветы Петровны получил значительные земли в Новороссийском крае. Монахиня известна тем, что составила церковную службу святым Кириллу и Мефодию и «Сказание о жизни и подвигах старца Киево-Печерской Лавры иеросхимника Парфёния».
Преподобная Елена Флоровская, в миру Екатерина Алексеевна Бехтеева, происходила из богатой и знатной воронежской семьи. Иноческий постриг приняла в Воронежском женском монастыре, однако спустя некоторое время перешла во Флоровский монастырь. Ещё при жизни многие посещали её для получения наставлений. После кончины матушки Елены произошло множество случаев и чудес благодатной помощи. Память преподобной Елены Киево-Флоровской совершается 6 октября.

## Архитектура монастыря
Ансамбль Флоровского монастыря складывался на протяжении двух столетий, тут можно увидеть здания, относящиеся к разным эпохам и разным стилям. Самым старым зданием монастыря является Вознесенская церковь, построенная в 1732 году. Церковь имеет три апсиды и увенчана тремя куполами. Церковь очень похожа на древнерусские церкви, но её центральная апсида имеет ту же высоту, что и церковь, а боковые — вдвое ниже, купола расположены по одной линии, как и в деревянных украинских церквях.
Страшный пожар 1811 года уничтожил весь Старый Подол; от деревянных домов, тротуаров, заборов остались одни угли, сильно пострадали все церкви, в том числе и во Флоровском монастыре. Восстановлением монастыря занимался архитектор Андрей Меленский, построивший в стиле классицизма церковь-ротонду, дом игуменьи и трёхъярусную колокольню на входе в монастырь.

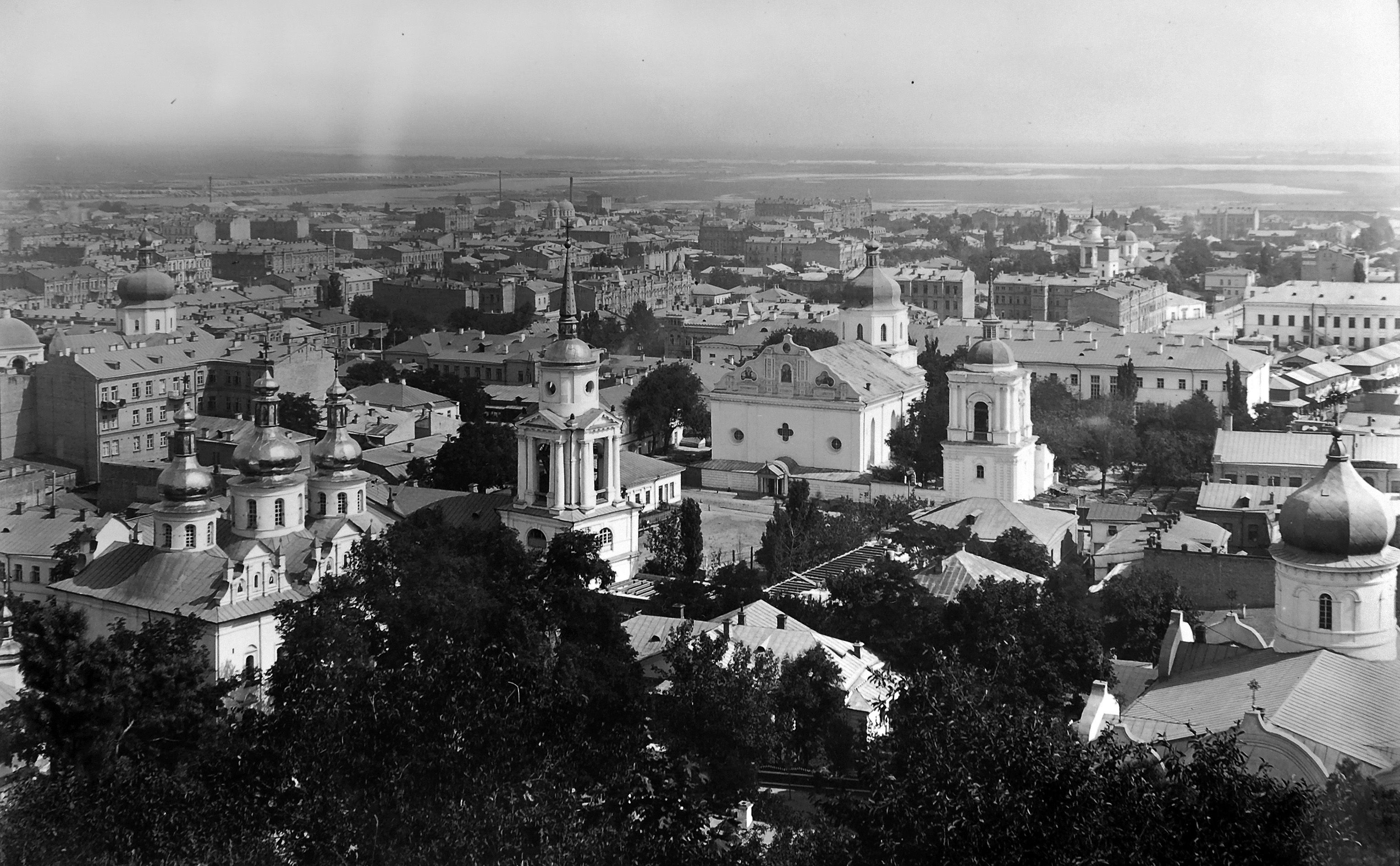
Вознесенский монастырь в конце XIX века
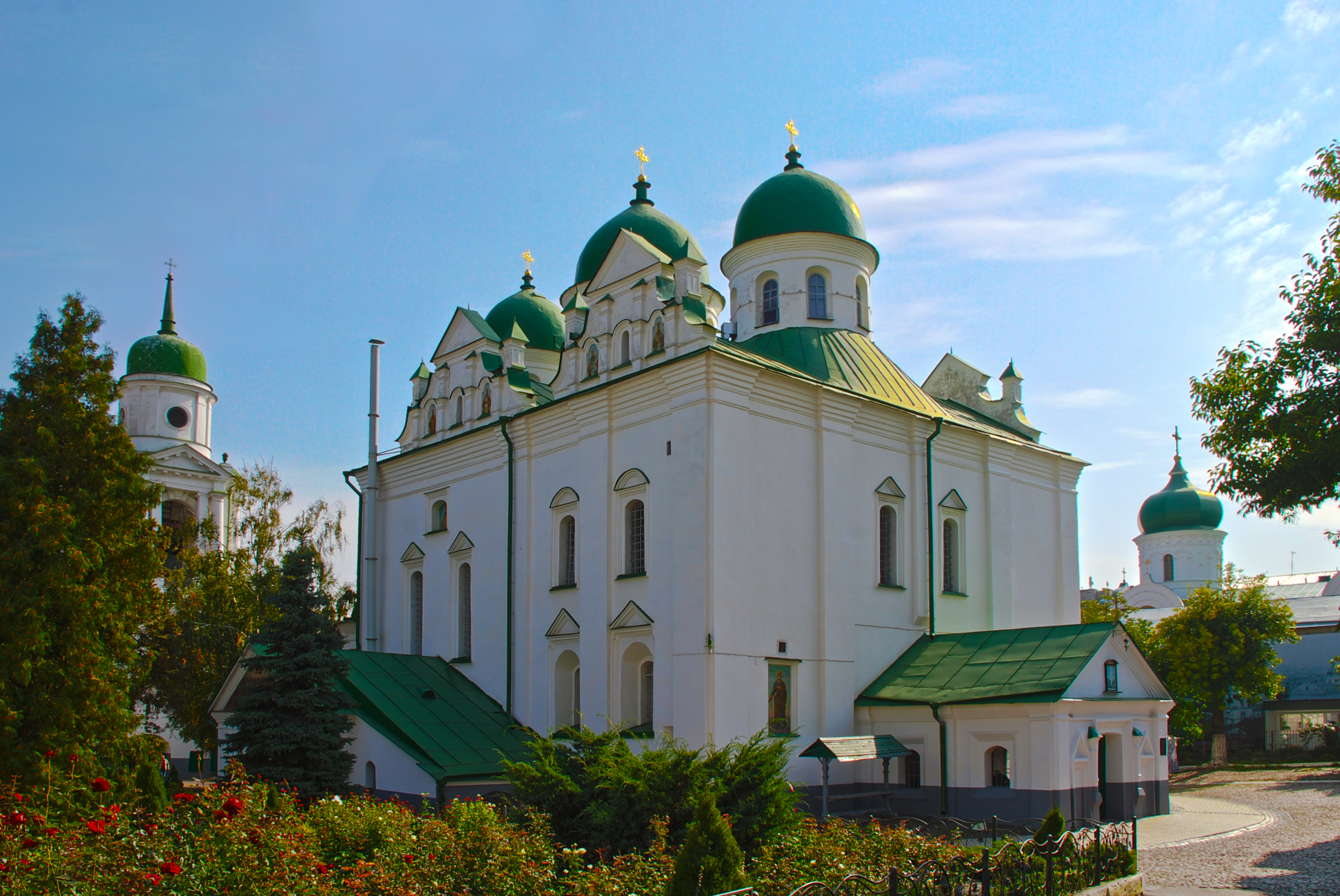
Вознесенская церковь
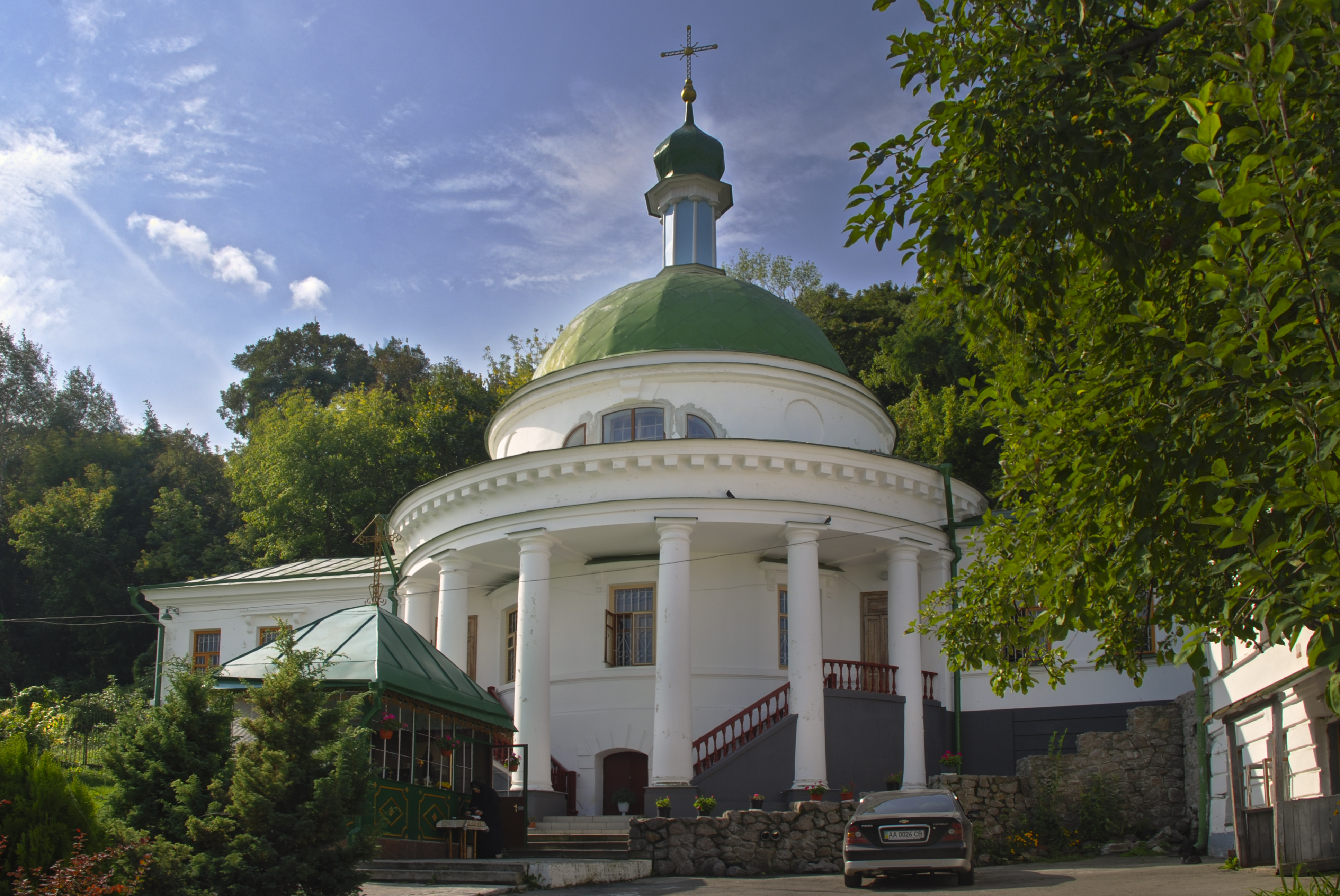
Воскресенская церковь
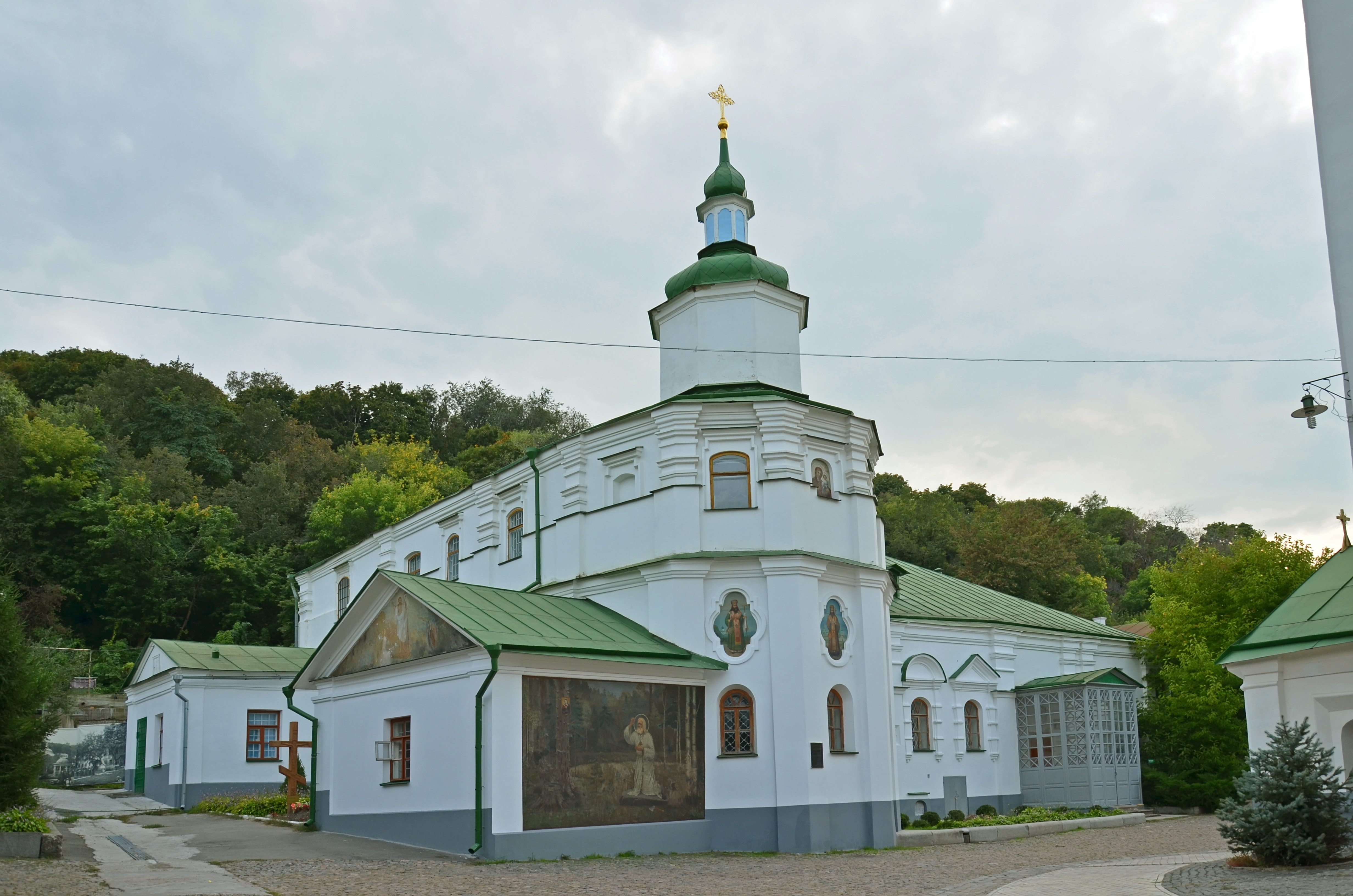
Церковь трапезная
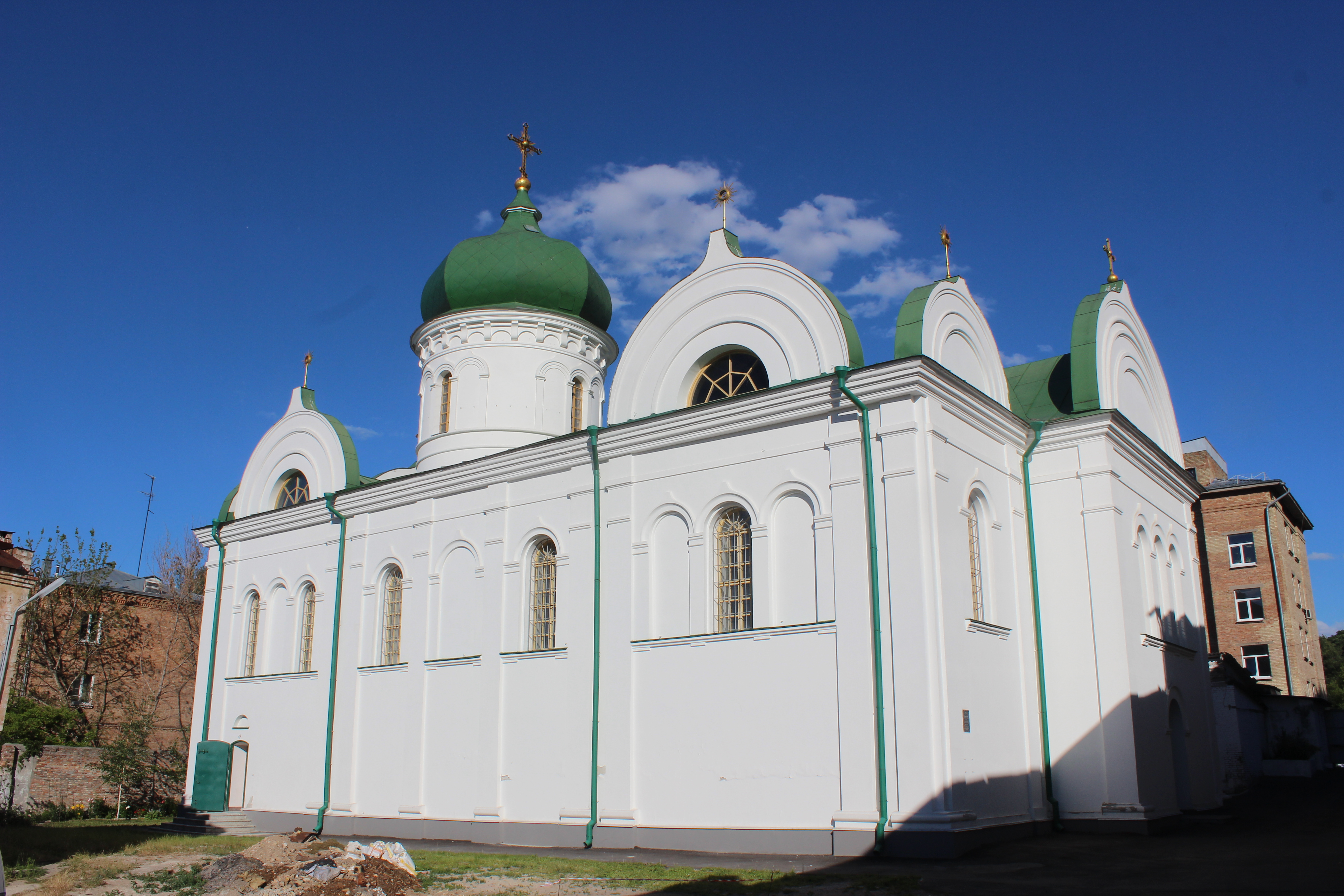
Церковь Казанской иконы Божией Матери
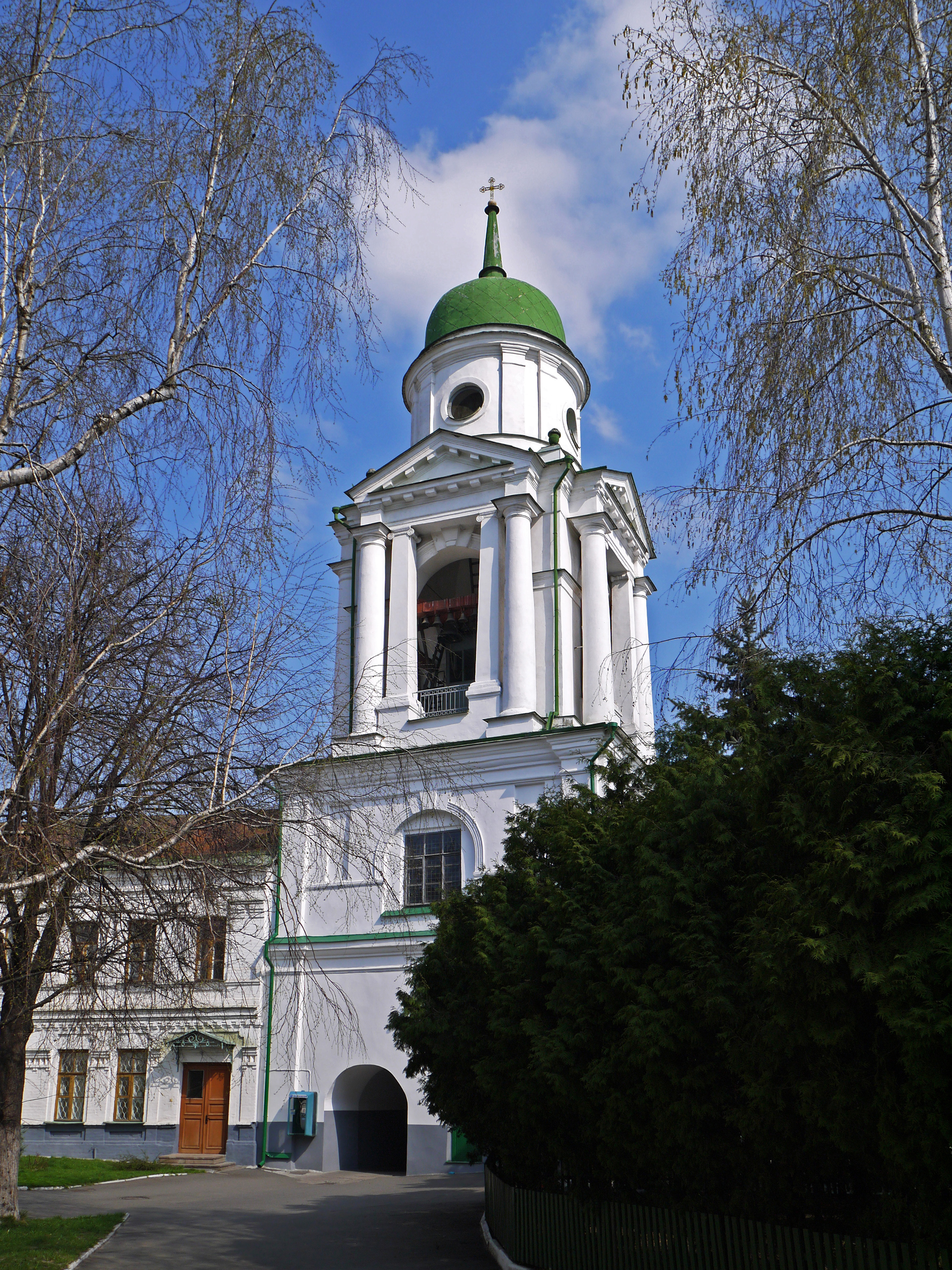
Колокольня